# Łękawica (Silezië)
Łękawica is een dorp in het Poolse woiwodschap Silezië, in het district Żywiecki. De plaats maakt deel uit van de gemeente Łękawica en telt 2800 inwoners.